# Little Gidding (Cambridgeshire)
Little Gidding è un villaggio e parrocchia civile dell'Inghilterra, appartenente alla contea del Cambridgeshire.